# يوهان جورج شميت (مهندس معماري)
يوهان جورج شميت (بالألمانية: Johann George Schmidt)‏ هو مهندس معماري ألماني، ولد في 1707 في Fürstenwalde ‏ في ألمانيا، وتوفي في 24 يوليو 1774 في درسدن في ألمانيا.